# Јовери Мусевени
Јовери Кагута Мусевени (енгл. Yoweri Kaguta Museveni; Нтунгамо, 15. август 1944) је девети и тренутни председник Уганде. На ову функцију је ступио 1986. године.

## Биографија
Рођен је 15. августа 1944 у месту Нтунгамо у народу Бањанколе, тадашња британска колонија Уганда. Након завршетка основне и средње школе, уписао је Универзитет у Дар ес Саламу 1967. године, где је похађао студије економије и политичких наука. Тамо је прихватио идеје марксизма.
Године 1970, постао је члан обавештајне службе у влади тадашњег уганђанског председника Милтона Оботеа. Када је генерал Иди Амин 1971. извршио војни удар, Мусевени је с већином из Оботеове администрације отишао у егзил у Танзанију. Учествовао је у свргавању Амина 1979, након чега је добио место министра државне одбране. убрзо је основао сопствену странку, Патриотски покрет Уганде.
Повратак Оботеа на власт узроковао је окршаје с опозицијом, који су прерасли у крвави грађански рат. Разочаран Оботеовом политиком, Мусевени је основао Покрет националног отпора и придружио се герилцима на југу у борби против Оботеове владе. Јула 1985, генерал Тито Окело извршио је пуч, свргнувши Оботеа и окончавши рат.

### Председник
Мусевени је одбио да дели власт са војском, па је у року од године дана са својим герилцима освојио главни град Кампалу. Функцију председника Уганде преузео је 29. јануара 1986. године. Током својих година владавине, успео је да осигура релативну стабилност и економски раст у земљи која је претрпела деценије лоше вођене политике и економије, грађански рат и активности герилаца. Његова политика је такође значајно допринела већој заштити од Сиде у земљи.
До средине 1990-их, Запад га је сматрао једним од представника нове генерације афричких политичара. Међутим, поверење у њега пољуљано је његовим учешћем у инвазији на ДР Конго у Другом конгоанском рату 1998 – 2003. Пре одржања избора 2006. године, укинуо је временско ограничење трајања председничког мандата. Спољашњи посматрачи запазили су и Мусевенијево повремено гушење деловања демократске опозиције. Године 2011, започео је његов четврти председнички мандат.
Званично је посетио Србију 30. јула 2023. Том приликом је позвао председника Србије Александра Вучића на предстојећи конгрес Покрета несврстаних који се одржава у Кампали. Вучић је и додао да се разматра увођење директне авио линије за главни град Уганде.